# 24كي غولدن
غولدن لانديس فون جونز  ويعرف بأسم 24كي غولدن (بالإنجليزية: 24kGoldn) هو مغني ورابر أمريكي ولد في 13 نوفمبر 2000. أحتلت أغنيته MOOD المرتبة الأولى على بيلبورد هوت 100.

## النشأة
ولد غولدن لانديس فون جونز في سان فرانسيسكو، كاليفورنيا، لأم يهودية أشكنازية، كيمبرلي لانديس وأب كاثوليكي أمريكي من أصل أفريقي تورينو فون جونز.

## روابط خارجية
24k غولدن على موقع IMDb (الإنجليزية)
- 24k غولدن على موقع ميتاكريتيك (الإنجليزية)
- 24k غولدن على موقع روتن توميتوز (الإنجليزية)
- 24k غولدن على موقع ميوزك برينز (الإنجليزية)
- 24k غولدن على موقع رولينغ ستون (الإنجليزية)
- 24k غولدن على موقع أول ميوزيك (الإنجليزية)
- 24k غولدن على موقع ديسكوغز (الإنجليزية)
- 24k غولدن على موقع قاعدة بيانات الفيلم (الإنجليزية)
- 24k غولدن على موقع كينوبويسك (الروسية)